# Phrixus

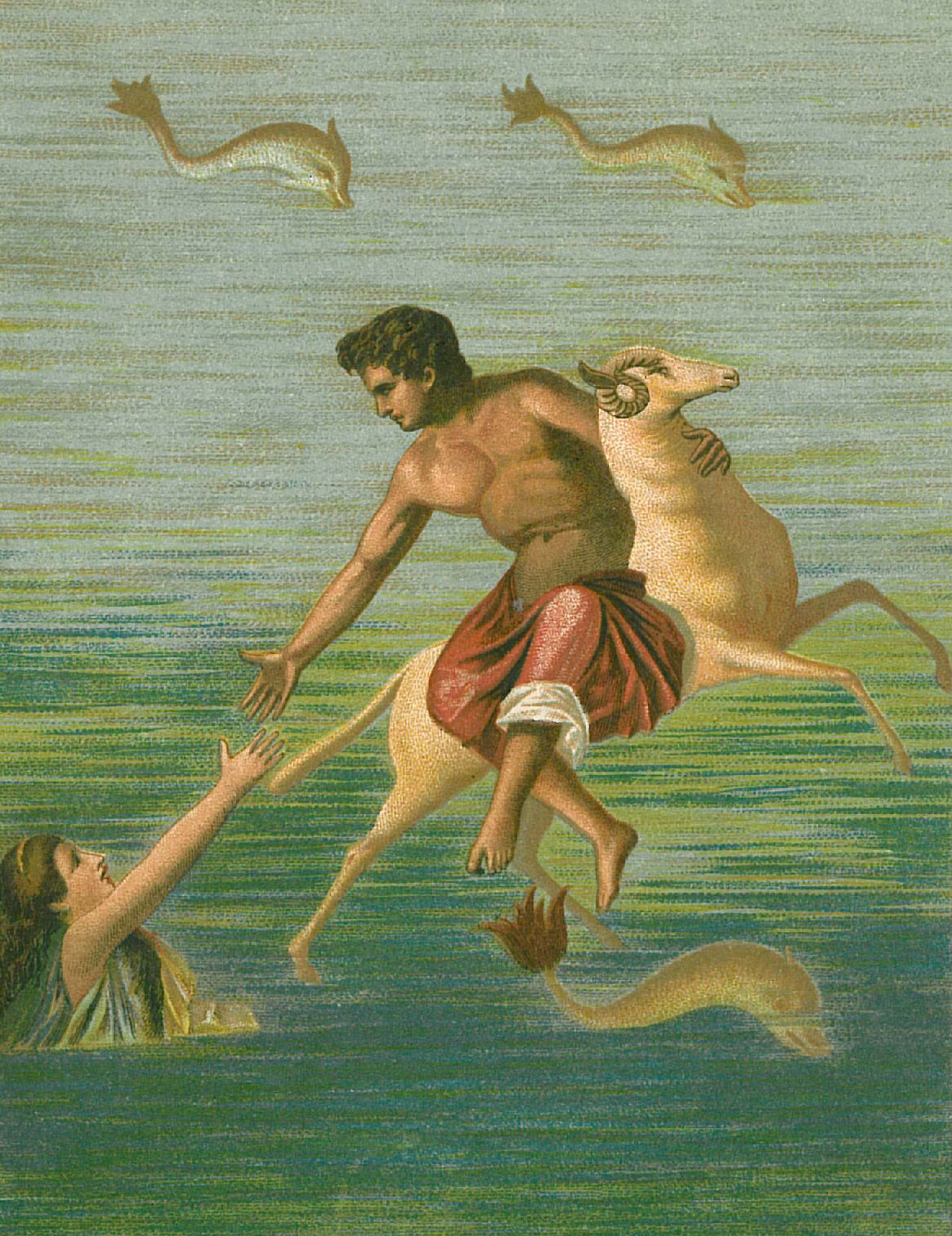
Phrixus en zijn tweelingzus Helle

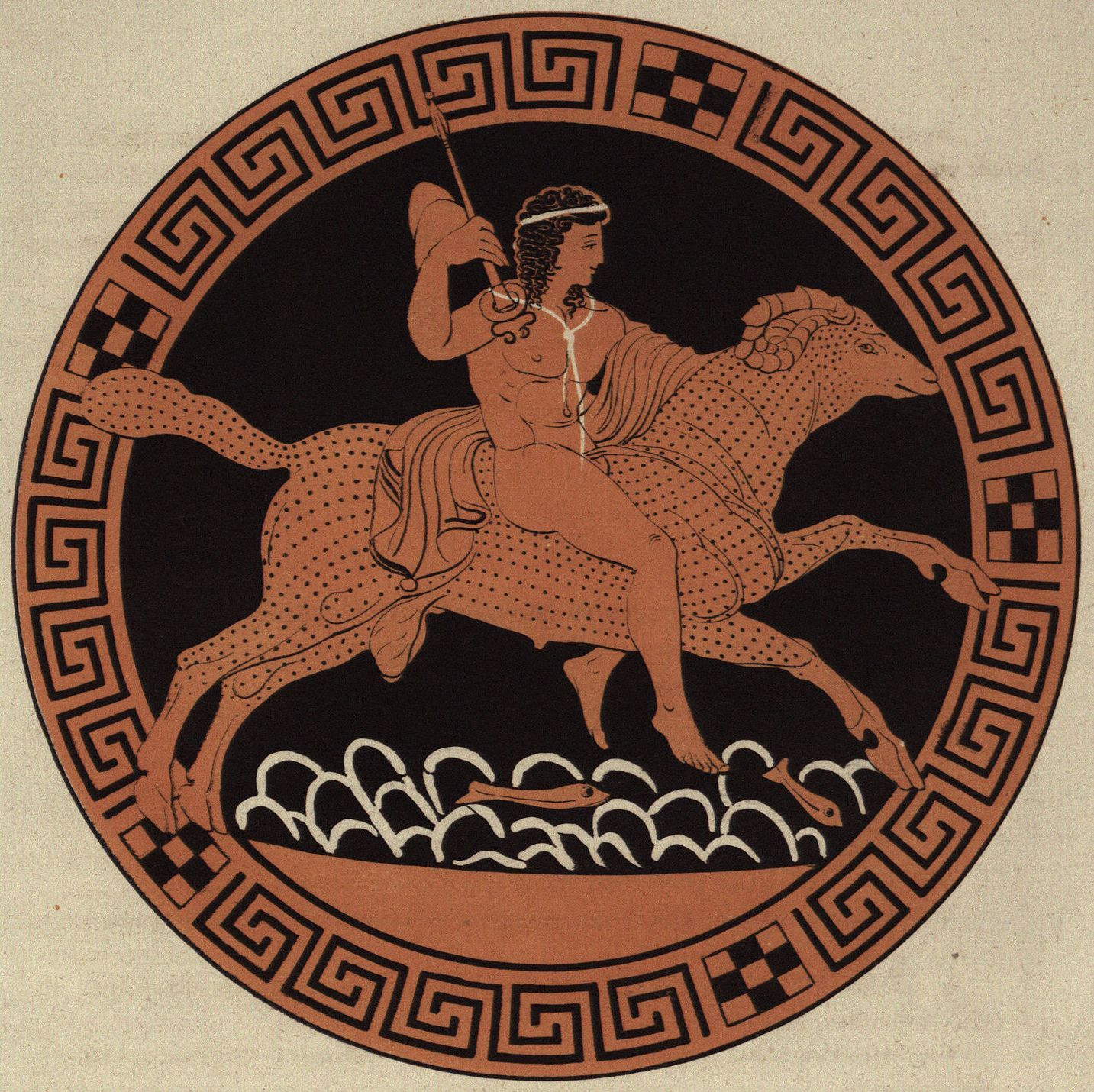
Phrixus

Phrixus of Phrixos (Oudgrieks Φριξος), zoon van koning Athamas van Boeotië en diens eerste vrouw Nephele, werd samen met zijn tweelingzus Helle gehaat door hun stiefmoeder Ino. Later huwde hij met Chalkiope en werd de vader van Argos, de bouwer van het schip de Argo.

## De mythe
Phrixos is in de Griekse mythologie een zoon van Athamas en Nephele. Hij heeft een tweelingzus Helle. Zijn stiefmoeder Ino beraamde een verraderlijk plan om zich te ontdoen van de tweeling door de zaden van de groenten van alle steden te verbranden opdat ze niet zouden groeien. De plaatselijke boeren, bevreesd voor hongersnood, vroegen hulp aan koning Athamas en deze zond twee gezanten naar een nabijgelegen orakel om raad. Ino kocht deze mannen echter om, om de koning te melden dat het orakel had bevolen Phrixus en zijn zus aan Zeus te offeren.
Phrixos wordt door zijn tante Biadike verleid om met hem het bed te delen. Hij weerstaat die verleiding. Zij speelt daarop de blanke onschuld en beschuldigt Phrixos ervan haar te hebben willen verkrachten. Daarom wordt Phrixos door de Boeotiërs ter dood veroordeeld. Als Athamas op een bergtop dit oordeel wil voltrekken, slaat Herakles hem op het laatste moment het mes uit de hand, met als motief dat Zeus niet van mensenoffers houdt.
Er komt daarop van de Olympus een gouden ram aangevlogen waarop Phrixos met zijn zus Helle naar Kolchis vliegen. Onderweg verloor hij Helle die omkeek en in de Hellespont verdrinkt. Op Kolchis offerde Phrixos de ram op diens verzoek aan Zeus en deed het gulden vlies (de huid van de ram) cadeau aan koning Aietes. Deze liet de huid opspannen en in een heilig bos ophangen. De koning nam Phrixos als paleisbewoner op en behandelde hem zeer vriendelijk. Hij gaf hem zelfs zijn dochter Chalciope ten huwelijk. Zo werd hij later de opvolgende koning in Colchis.

## Trivia
Er bestond tussen 1946 en 1970 ook een studentendispuut met de naam Phrixos. Het was een onderdeel van de RK studentenvereniging Sanctus Thomas Aquinas te Amsterdam.